# Jamario Moon
Jamario Ramon Moon (* 13. Juni 1980 in Goodwater, Alabama) ist ein ehemaliger US-amerikanischer Basketballspieler. Moon ist besonders bekannt für seine vielen Karriere-Stationen auch außerhalb der NBA.

## Karriere
Nach seiner Collegezeit am Meridian Community College in Meridian, Mississippi meldete sich Moon zum NBA-Draft 2001 an. Nachdem er nicht gedraftet wurde, spielte er 2001/02 in der NBDL bei den Mobile Revelers. Nach einem Kurzeinsatz an der USBL und der NBA-Summer-League spielte Moon eine weitere Saison in der NBDL bei den Revelers und in der Saison 2003/04 bei den Huntsville Flight. 
2004 war er bei der Showtruppe Harlem Globetrotters auf Tour. Anschließend folgten Einsätze in kleineren US-Ligen, unter anderem bei den Kentucky Colonels in der ABA und den Albany Patroons in der CBA.
2006 folgte dann wieder die NBDL, in der er für die Fort Worth Flyers spielte. Nach einigen Einsätzen bei Marietta Storm in der WBA folgte der Wechsel nach Mexiko, wo er bei Fuerza Regia de Monterey spielte. Trotz dieser vielen Stationen schaffte er es nicht in die NBA, bis er 2006/07 zum zweiten Mal bei den Albany Patroons in der CBA unterschrieb. Er erzielte im Durchschnitt 18,8 Punkte und wurde zum besten Verteidiger der Liga gewählt. 
Im März 2007 wurde er schließlich bei einem CBA-Spiel vom Scout der Toronto Raptors, Darrell Hedric, entdeckt. Moon überzeugte vor allem mit seiner Verteidigung. Nach einem Probetraining bei den Raptors im Juli 2007 unterbreitete das Team ihm ein Angebot. Am 10. Juli 2007 unterschrieb er einen Zweijahresvertrag beim Team aus Kanada.

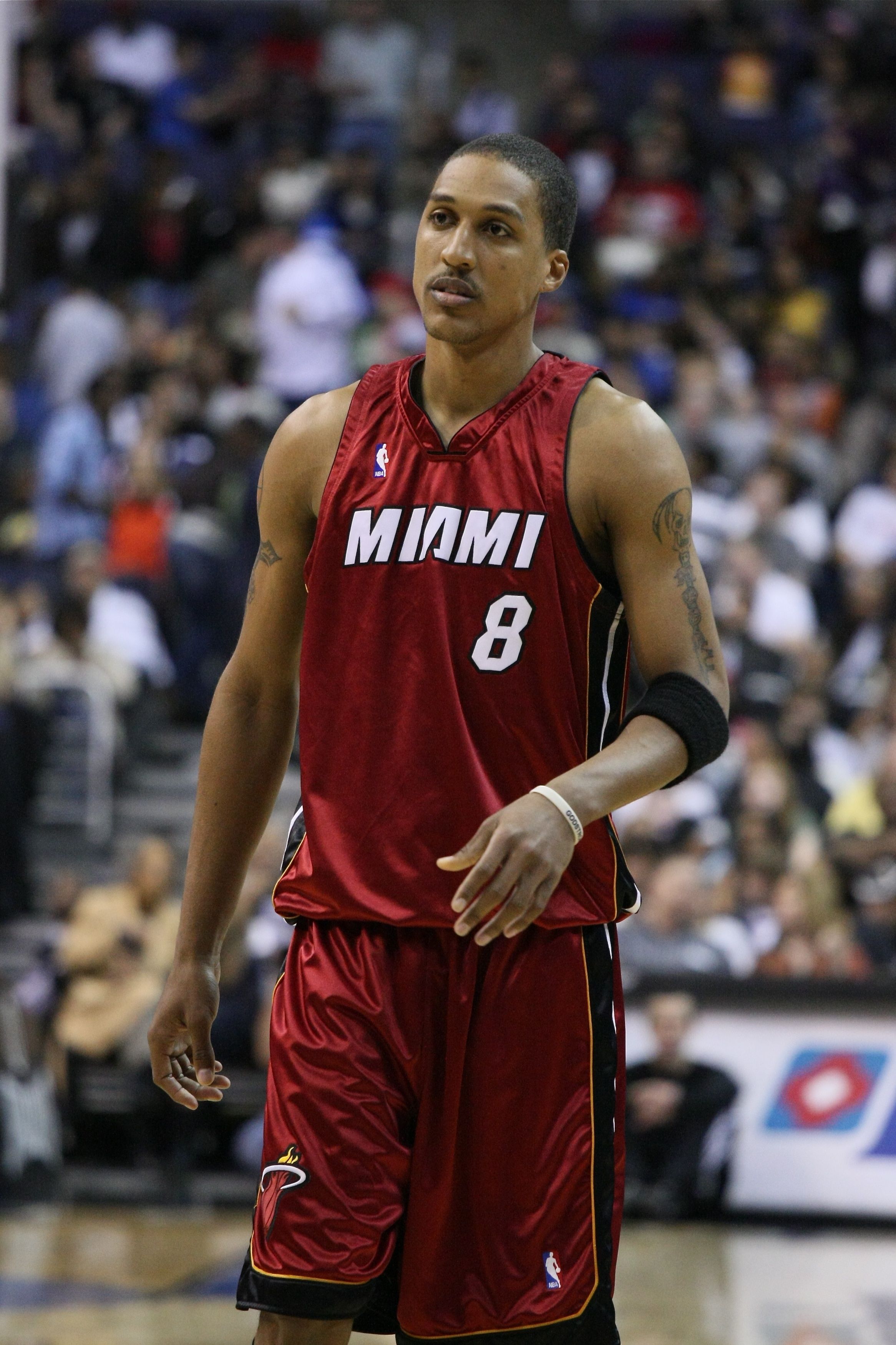
Moon bei den Miami Heat

Am 13. Februar 2009 wurde Moon zusammen mit All-Star Jermaine O’Neal zu den Miami Heat transferiert. Im Gegenzug erhielten die Raptors Shawn Marion und Marcus Banks.
Am 24. Juli 2009 unterschrieb Moon einen Vertrag bei den Cleveland Cavaliers. Nach Stationen bei den L.A. Clippers, den Charlotte Bobcats und den Los Angeles D-Fenders wechselte er im Januar 2014 zum griechischen Club Olympiakos Piräus. Nach nur zwei Monaten wurde im März 2014 bereits das Ende der Zusammenarbeit bekannt gegeben.

## Erfolge
Moon wurde in seiner Rookie-Saison 2007/08 in das NBA All-Rookie Second Team (mit 12 von 29 möglichen Erstteamstimmen) und zum Eastern Conference Rookie of the Month des Monats Januar gewählt.
Er nahm beim NBA All-Star Weekend 2008 am Slam-Dunk-Wettbewerb teil und wurde Dritter hinter Dwight Howard und Gerald Green. Außerdem spielte er in der NBA Rookie Challenge und erzielte 13 Punkte für die Rookiemannschaft.